# 페스카로
주식회사 페스카로(영어: FESCARO)는 경기도 수원시에 본사를 둔 소프트웨어 기업이다.

## 역사 및 현황
2016년 7월 14일에 설립되었으며 2025년 한화투자증권을 주관사로 상장을 준비중이다.